# Waterbeach
Waterbeach – wieś w Anglii, w hrabstwie Cambridgeshire, w dystrykcie South Cambridgeshire. Leży 9 km na północny wschód od miasta Cambridge i 88 km na północ od Londynu. Miejscowość liczy 4690 mieszkańców.